# Linaria khorasanensis
Linaria khorasanensis är en grobladsväxtart som beskrevs av Hamdi och Assadi. Linaria khorasanensis ingår i släktet sporrar, och familjen grobladsväxter. Inga underarter finns listade i Catalogue of Life.